# Metasploit
Metasploit – otwarte narzędzie służące do testów penetracyjnych i łamania zabezpieczeń systemów teleinformatycznych. Metasploit zawiera bazę gotowych exploitów oraz udostępnia interfejs, dzięki któremu można przygotowywać własne, korzystając z gotowych komponentów.
Metasploit został przygotowany w 2003 roku w języku Perl. Od wersji 3.0 został całkowicie przepisany w języku Ruby. Środowisko może być uruchamiane na wielu wersjach systemu Unix i Linux oraz w systemie Windows.
W październiku 2009 projekt Metasploit został przejęty przez firmę Rapid 7 specjalizującą się w oprogramowaniu do zarządzania podatnościami systemów.